# Memoirs of the American Mathematical Society
Memoirs of the American Mathematical Society (ook Mamoirs of the AMS) is een internationaal, aan collegiale toetsing onderworpen wetenschappelijk tijdschrift op het gebied van de wiskunde. Het publiceert vooral lange artikelen, of groepen van artikelen, in boekvorm.
De naam wordt in literatuurverwijzingen meestal afgekort tot Memoir. Am. Math. Soc.
Het wordt uitgegeven door de American Mathematical Society en verschijnt ongeveer 25 keer per jaar.
Het eerste nummer verscheen in 1950.